# Ariel (angelo)

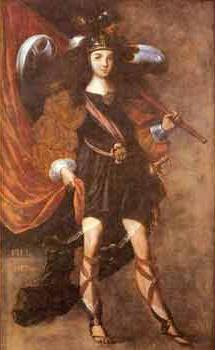
Ariel, collezione degli Arcangeli di Sopó, Colombia (ca. 1650)

Ariel (in ebraico אריאל, Ari'el, Arael o Ariael‎?) è un arcangelo che si può ritrovare principalmente nel misticismo e nella letteratura apocrifa giudaico-cristiana. Genericamente presentato come una autorità sulla Terra e sui suoi elementi, Ariel viene anche identificato come l'angelo della cura, dell'ira e della creazione.
Il nome ebraico Ariel significa letteralmente Altare o Leone di Dio. 
La parola Ariel appare in vari passi della Bibbia sotto diverse grafie, ma non come nome di un angelo: in alcuni è nome di persona non meglio identificata   , in altri una parte dell'altare , altrove indica al città di Gerusalemme.  Secondo l'orientalista Samuel Feigin, questo sta ad indicare che è «un prestito da una lingua straniera» col significato originario di "morte", collegato al sumero Arali e al babilonese Arallu che indicavano l'Oltretomba. Tra l'altro può essere la radice di Erelim, gli angeli della morte del Talmud. 
Nello scritto gnostico-valentiniano intitolato Pistis Sophia Gesù insegna agli Apostoli a predicare di essere liberi «dai fiumi di fumo di Ariel», forse un'allusione alla Gehenna, una valle fuori Gerusalemme dove, secondo la tradizione, erano perennemente accesi i fuochi per bruciare i rifiuti e i cadaveri e dove, in epoca precedente, avvenivano i sacrifici pagani attraverso il fuoco divoratore di Moloch.
Nel 1930 Harris Fletcher, professore dell'Università dell'Illinois, affermò di aver trovato l'angelo Ariel in una copia dei frammenti del Libro di Enoch dello storico bizantino Giorgio Sincello; e suggerì che fosse noto a John Milton perché lo cita nel Paradiso perduto. Tuttavia ulteriori ricerche, anche in versioni precedenti del Libro di Enoch (come nei Manoscritti del Mar Morto), non hanno trovato traccia di Ariel.
Ariel è stato utilizzato anche nell'antichità per il Demiurgo. Storicamente, l'entità Ariel era spesso rappresentata misticamente come una divinità dalla testa di leone con il potere sulla Terra, e proprio questo ha dato un fondamento all'associazione tra Ariel e il Demiurgo. C'è la possibilità che il nome stesso provenga dalla controparte zoroastriana del Demiurgo, Ahriman (molto simile al predecessore mitraico Arimanius). Secondo l'esoterista tedesco Agrippa di Nettesheim, "Ariel è il nome di un angelo, a volte di un demone, e di una città, chiamata anche Ariopolis, dove questo idolo è venerato."
Ariel è spesso associato al più conosciuto Arcangelo giudaico-cristiano Uriel. Il nome Auriel era comunemente usato per denotarlo. Tuttavia, l'astrologo di corte della regina Elisabetta, John Dee, chiamò Ariel un "conglomerato di Anael e Uriel."

## Credenze

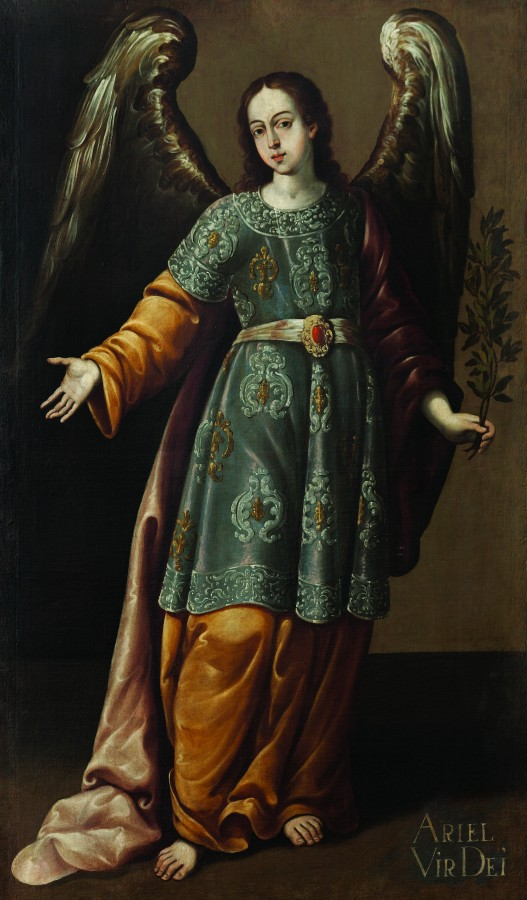
Ariel, Museo de El Carmen, Città del Messico (XVIII sec.)

Secondo le credenze sugli angeli, il cherubino Hariel è l'angelo di coloro che sono nati dal 1 al 6 giugno circa, e non va confuso con Ariel, che preside al periodo dall'8 al 12 novembre circa. Il primo dona creatività, varietà di interessi e di attività; sostiene la ricerca innovativa e aiuta ad unire le scienze e l'arte con la spiritualità. Ariel, appartenente al coro delle Virtù, dona percezione e intuizione, lucidità mentale, capacità di cogliere i segreti.